# 泗峡坳抗日烈士墓园
泗峡坳抗日烈士墓园，位于中国广西壮族自治区灵山县太平镇南村泗峡坳，为一个省级文物保护单位，类型为近现代重要史迹及代表性建筑，为第六批广西壮族自治区文物保护单位，公布时间为2009年5月4日。
泗峡坳抗日烈士墓园的历史年代为近代。